# Медовдейл (Вашингтон)
Медовдейл (англ. Meadowdale) — переписна місцевість (CDP) в США, в окрузі Сногоміш штату Вашингтон. Населення — 3148 осіб (2020).

## Географія
Медовдейл розташований за координатами 47°51′30″ пн. ш. 122°18′58″ зх. д. / 47.85833° пн. ш. 122.31611° зх. д. (47.858375, -122.316104).  За даними Бюро перепису населення США в 2010 році переписна місцевість мала площу 2,78 км², уся площа — суходіл.

## Демографія
Згідно з переписом 2010 року, у переписній місцевості мешкало 2826 осіб у 973 домогосподарствах у складі 774 родин. Густота населення становила 1017 осіб/км².  Було 1004 помешкання (361/км²).
Расовий склад населення:
| - 81,7 % — білих - 8,5 % — азіатів - 2,4 % — чорних або афроамериканців - 1,0 % — корінних американців - 0,3 % — вихідців з тихоокеанських островів - 1,8 % — осіб інших рас |

До двох чи більше рас належало 4,4 %. Частка іспаномовних становила 5,3 % від усіх жителів.
За віковим діапазоном населення розподілялося таким чином: 23,4 % — особи молодші 18 років, 65,5 % — особи у віці 18—64 років, 11,1 % — особи у віці 65 років та старші. Медіана віку мешканця становила 41,4 року. На 100 осіб жіночої статі у переписній місцевості припадало 105,5 чоловіків;  на 100 жінок у віці від 18 років та старших — 100,2 чоловіків також старших 18 років.
Середній дохід на одне домашнє господарство  становив 108 958 доларів США (медіана — 90 076), а середній дохід на одну сім'ю — 117 103 долари (медіана — 92 098). Медіана доходів становила 74 622 долари для чоловіків та 50 980 доларів для жінок. За межею бідності перебувало 5,2 % осіб, у тому числі 13,1 % дітей у віці до 18 років та 3,7 % осіб у віці 65 років та старших.
Цивільне працевлаштоване населення становило 1458 осіб. Основні галузі зайнятості: освіта, охорона здоров'я та соціальна допомога — 27,7 %, науковці, спеціалісти, менеджери — 14,6 %, виробництво — 13,3 %.